# 夏帆 (香港演員)
夏帆（1933年—2017年10月21日），原名鍾惠蘭，祖籍廣東省潮州市，著名潮劇花旦，潮語及粵語電影雙棲演員，制片家。夏帆是第一位潮劇制片家，1954年自资制作並參演第一部潮语电影《王金龍》。1954年夏帆獨資成立「舵江影業公」拍攝潮語電影，行銷泰國、越南、柬埔寨及老撾。
先后成立了繁荣、藝業、丽华、夏帆电影工作室等电影公司，在中国大陸、香港、台灣和東南亞地区拍制了超过40部国、粤、潮語电影。同期亦經营电影批發 (日语电影、鬼谷怪談、日本金瓶梅等)，於70年代亦曾辧港潮日報。

## 生平
夏帆在1964年10月2日（星期五）晚上8時，與粵劇艷旦雪艷梅接受香港麗的映聲電視臺的《中國電影雜誌》節目主持人梁紹恆先生訪問，談及「藝業公司」第三齣粵語文藝片《情海幽蘭》（1964年10月7日香港首映）；並表示會在1964年11月擁帶潮語片《秋戀》及《雙奪妻》及粵語片《情海幽蘭》，赴南洋隨片登臺演唱。1964年11月11日（星期三）晚上8時在香港中環大會堂音樂廳，夏帆與「樂聲潮劇團」為香港《華僑日報》的「救童助學運動」義演潮劇籌款。1964年11月22日（星期日）早上8時，夏帆的誼妹陳寶珠到啟德機場送機吻別誼姊夏帆，夏帆與藝業公司副導演：良鳴、攝影師：趙群、演員：高亮、鄭純英、鳳子、陳文昌等聯袖搭乘國泰航空公司第703號航班到泰國為潮語電影《雙奪妻》拍攝一星期外景。
1962年夏帆獨自隨潮語電影《狄青大鬧萬花樓》在星馬隨片登臺；1964年12月14日（星期一）下午4時從曼谷飛抵新加坡，與藝業公司基本演員：鄭純英、陳文昌、周樂及陳梅坤等潮語電影演員，隨潮語文藝片《秋戀》在南洋隨片登臺三個月。夏帆開設「繁榮公司」拍粵語電影，創業作為《玉女追兇》（1966年），其它作品有《血羅巾》（1969年）及《飛劍神童》（1970年）；更到臺灣省拍攝國語電影《鬼符》。夏帆被導演吳思遠力邀參演最後一齣電影《藝壇照妖鏡》（1977年），客串戲中戲裡的「慈禧太后」。
1977 年夏帆在臺灣投資監制 吳思遠導演, 袁和平作武指的经典功夫片(鹰爪铁布衫)。
1986年夏帆成為中国改革经济，对外开放的政策後第一个往中国投资电影制作的香港电影制片人。

1987年参与和赞助第一屆中国艺术節。

1993 年受聘爲中国艺术節基金會理事。

1990 - 2012年被委任爲数屆汕頭市政協委員和汕头海外联谊会理事会名誉会长。
2013年10月1日，香港電影資料館舉辦《夢逐潮聲去——潮語電影賞析》活動，該日放映夏帆有份參演的「剪月蓉」，她身穿紅色波點衣服，在放映前曾到台前發言「支持祖國」，希望國泰民安，獲得全場不少潮語戲迷的掌聲。

## 個人生活
夏帆的親生父母僑居泰國，並有一位籍貫客家的義母。夏帆曾經與一位退職高級警務員結婚，後離異，育有兩位兒子, 一位女兒。陳寶珠在1965年12月6日（星期一）晚上在香港麗的呼聲，銀色電臺的《戲劇生涯》節目裡，接受鄭孟霞訪問，表示夏帆是她的誼姊。

## 部分夏帆的電影
- 潮語：《林桂蘭》（？年，擔任演員）
- 潮語：《王金龍》（1955年，飾蘇三）
- 潮語：《趙五娘》（1956年，飾趙五娘）
- 潮語：時裝片《薄命花》（1958年，分飾施南思、方淑嫻）
- 潮語：《剪月蓉》（1958年，飾黃月蓉）
- 潮語：《雙玉魚》（1958年，飾玉蘭）
- 潮語：《玉釵記》（1959年，飾王瓊珍）
- 潮語：《何文秀庵堂會妻》（1959年，飾王瓊珍）
- 潮語：《狄青大鬧萬花樓》（1962年，擔任演員）
- 粵語：《金屋雙嬌》（1963年，飾夏夫人）
- 潮語：《秋戀》（1964年，飾芸娘；「藝業公司」創業作，根據文學名著《浮生六記》改編）[11]
- 潮語：時裝片《雙奪妻》（1964年，「藝業公司」第二齣電影根據泰國實事改編，在泰國曼谷 、清邁府 及宋卡府拍攝「三寶廟」、「是樂園」、「三聘街」及「孟呷必（挽甲必縣）」等外景）[12][13]
  - 監制：林瑞德、制片：許堅、導演：吳回、副導演：良鳴、攝影師：趙群、演員：高亮、鄭純英、鳳子、陳文昌、吳澤等。
- 潮語：《豬八戒招親》（1964年，飾唐三藏）
- 粵語：《玉龍三戲胭脂虎》（1964年，擔任演員）
- 粵語：《香城艷屍》（1964年，飾黃美蘭）
- 粵語：《情海幽蘭》（1964年，飾二小姐施麗珊）
- 粵語：《萬里追縱》（1965年，擔任策劃人）
- 粵語：《一劍情》（1966年，飾許夏蘭）
- 粵語：《玉女追兇》（1966年，擔任監製）
- 粵語：《神弓》（1968年，飾周鳳祥）
- 粵語：《血羅巾》（1969年，飾冷元宵）
- 粵語：《飛劍神童》（1970年，擔任制片人）
- 國語：《鷹爪鐵布衫》（1977年，擔任監製）
- 粵語：《藝壇照妖鏡》（1977年，客串戲中戲裡的「慈禧太后」）

## 外部連結
- 一身旗袍佩上珍珠脛項的夫人：夏帆的影像 （页面存档备份，存于）
- 夏帆(陳惠芳)小姐在《藝壇照妖鏡》的電影女強人角式片斷侵犯版權?